# Доктрина Жданова
Доктрина Жданова (назива се и ждановизам или ждановшчина; рус. доктрина Жданова, ждановизм, ждановщина) је била совјетска доктрина у области културе коју је развио секретар Централног комитета Андреј Жданов 1946. године. Предлагао је да се свет подели на два табора: „империјалистички“, на челу са Сједињеним Америчким Државама; и „демократски“, на челу са Совјетским Савезом. Главни принцип Доктрине Жданова често се резимирао фразом „Једини сукоб који је могућ у совјетској култури је сукоб између доброг и најбољег“. Ждановизам је убрзо постао совјетска културна политика, што је значило да су совјетски уметници, писци и интелигенција уопште морали да се придржавају партијске линије у свом стваралаштву. У складу са овом политиком, уметници који нису поступили у складу са жељама владе ризиковали су прогон. Политика је остала на снази до смрти Јосифа Стаљина 1953.